# Lispocephala penaquila
Lispocephala penaquila är en tvåvingeart som beskrevs av Hardy 1981. Lispocephala penaquila ingår i släktet Lispocephala och familjen husflugor. Inga underarter finns listade i Catalogue of Life.